# Annicet Bitoumbou
Annicet Batchi Bitoumbou (ur. 2 lutego 1980) – piłkarz kongijski grający na pozycji obrońcy.

## Kariera klubowa
W swojej karierze piłkarskiej Bitoumbou grał między innymi w klubie Étoile du Congo ze stolicy kraju Brazzaville. W 2000 i 2001 roku wywalczył mistrzostwo Konga. Zdobył też Puchar Konga w latach 2000 i 2002.

## Kariera reprezentacyjna
W reprezentacji Konga Bitoumbou zadebiutował 2 sierpnia 1998 roku w zremisowanym 1:1 meczu kwalifikacji do Pucharu Narodów Afryki 2000 z Czadem. W 2000 roku został powołany do kadry na Puchar Narodów Afryki 2000. Na nim był rezerwowym i nie rozegrał żadnego spotkania. Od 1998 do 2000 wystąpił w kadrze narodowej 10 razy.